# Neuflize
Pour les articles homonymes, voir Neuflize (homonymie).
Neuflize est une commune française, située dans le département des Ardennes en région Grand Est.

## Géographie

### Localisation
Localité de la Champagne crayeuse du sud des Ardennes, elle est traversée par la Retourne.

### Hydrographie
La commune est dans la région hydrographique « la Seine du confluent de l'Oise (inclus) à l'embouchure » au sein du bassin Seine-Normandie. Elle est drainée par la Retourne et la Retourne,.
La Retourne, d'une longueur de 45 km, prend sa source dans la commune de Leffincourt et se jette  dans l'Aisne à Neufchâtel-sur-Aisne, après avoir traversé 18 communes.

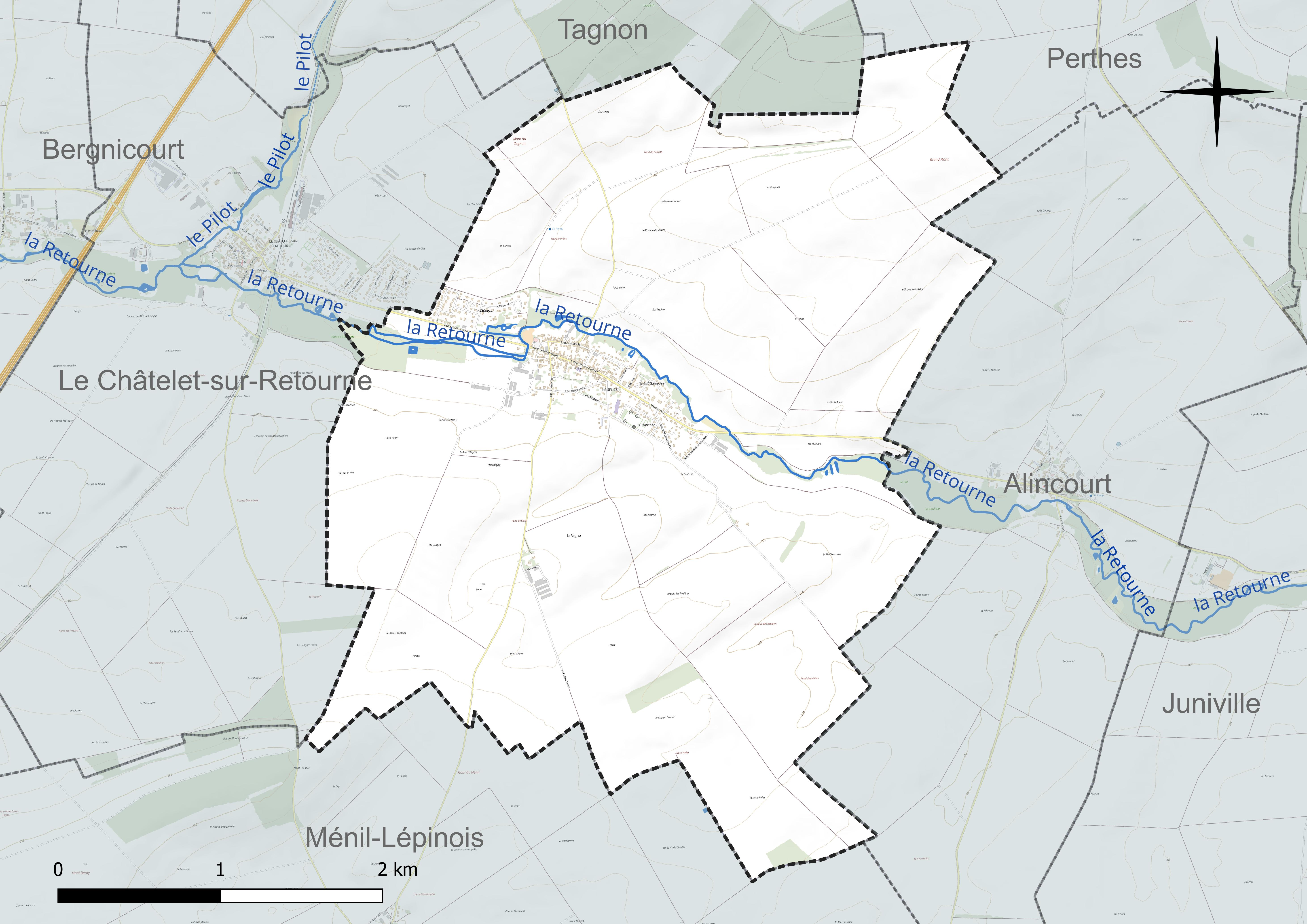
Réseau hydrographique de Neuflize.

### Climat
Pour des articles plus généraux, voir Climat du Grand Est et Climat des Ardennes.
En 2010, le climat de la commune est de type climat océanique dégradé des plaines du Centre et du Nord, selon une étude du Centre national de la recherche scientifique s'appuyant sur une série de données couvrant la période 1971-2000. En 2020, Météo-France publie une typologie des climats de la France métropolitaine dans laquelle la commune est exposée à un climat océanique altéré et est dans la région climatique Nord-est du bassin Parisien, caractérisée par un ensoleillement médiocre, une pluviométrie moyenne régulièrement répartie au cours de l’année et un hiver froid (3 °C).
Pour la période 1971-2000, la température annuelle moyenne est de 10,2 °C, avec une amplitude thermique annuelle de 15,5 °C. Le cumul annuel moyen de précipitations est de 719 mm, avec 11,7 jours de précipitations en janvier et 8,7 jours en juillet. Pour la période 1991-2020, la température moyenne annuelle observée sur la station météorologique de Météo-France la plus proche, « Juniville », sur la commune de Juniville à 6 km à vol d'oiseau, est de 10,8 °C et le cumul annuel moyen de précipitations est de 704,4 mm. 
La température maximale relevée sur cette station est de 41,3 °C, atteinte le 25 juillet 2019 ; la température minimale est de −22,1 °C, atteinte le 13 janvier 1968,,.
Les paramètres climatiques de la commune ont été estimés pour le milieu du siècle (2041-2070) selon différents scénarios d'émission de gaz à effet de serre à partir des nouvelles projections climatiques de référence DRIAS-2020. Ils sont consultables sur un site dédié publié par Météo-France en novembre 2022.

## Urbanisme

### Typologie
Au 1er janvier 2024, Neuflize est catégorisée bourg rural, selon la nouvelle grille communale de densité à 7 niveaux définie par l'Insee en 2022.
Elle est située hors unité urbaine. Par ailleurs la commune fait partie de l'aire d'attraction de Reims, dont elle est une commune de la couronne,. Cette aire, qui regroupe 294 communes, est catégorisée dans les aires de 200 000 à moins de 700 000 habitants,.

### Occupation des sols
L'occupation des sols de la commune, telle qu'elle ressort de la base de données européenne d’occupation biophysique des sols Corine Land Cover (CLC), est marquée par l'importance des territoires agricoles (93,5 % en 2018), en diminution par rapport à 1990 (94,5 %). La répartition détaillée en 2018 est la suivante : 
terres arables (91,5 %), zones urbanisées (3,7 %), forêts (2,9 %), zones agricoles hétérogènes (2 %). L'évolution de l’occupation des sols de la commune et de ses infrastructures peut être observée sur les différentes représentations cartographiques du territoire : la carte de Cassini (XVIIIe siècle), la carte d'état-major (1820-1866) et les cartes ou photos aériennes de l'IGN pour la période actuelle (1950 à aujourd'hui).

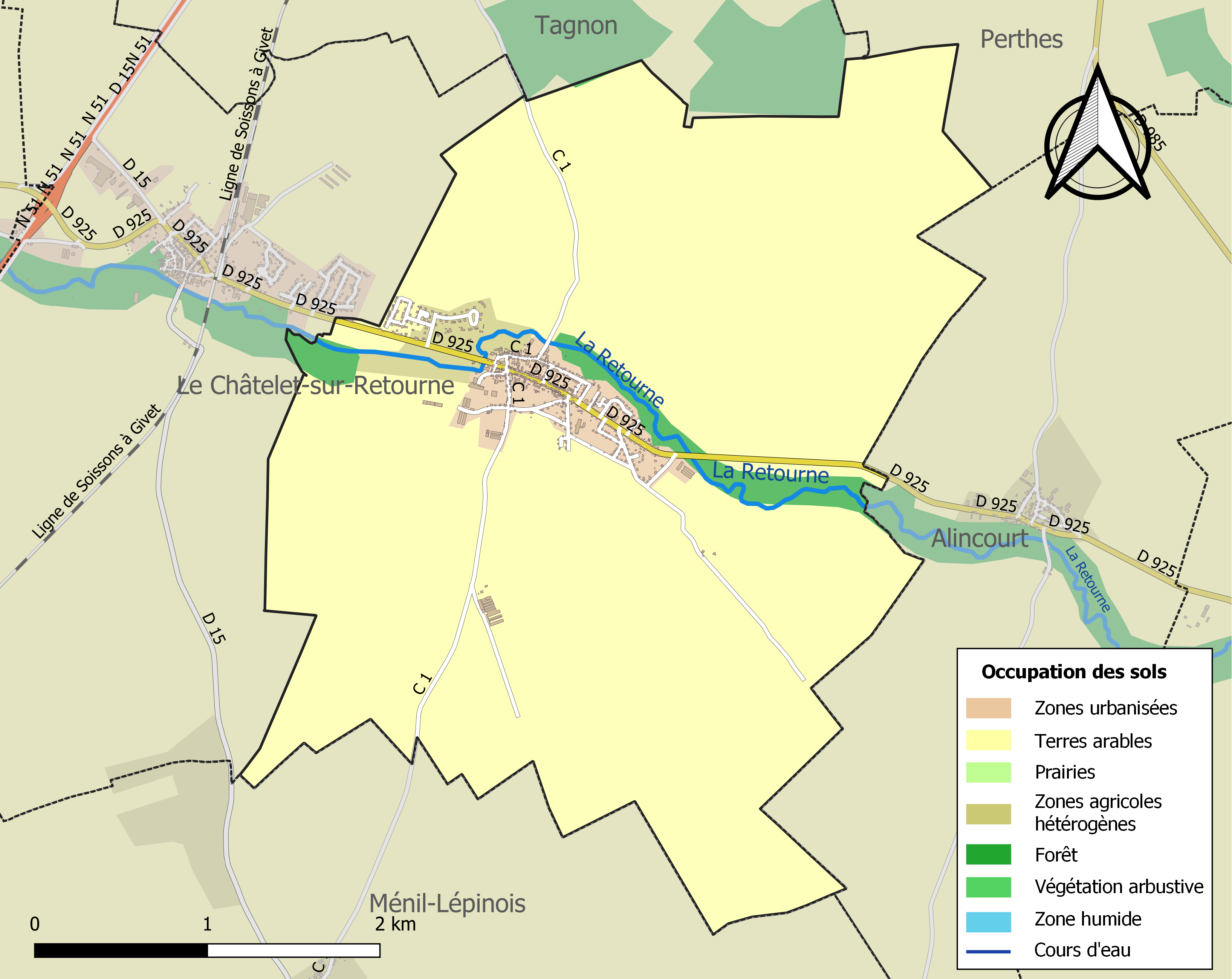
Carte des infrastructures et de l'occupation des sols de la commune en 2018 (CLC).

## Histoire
Le développement de la ville se fit autour de la force motrice de la Retourne. De premières usines textiles furent créées à Neuflize dans le courant du XVIIIe siècle par le baron Vaucque-Leroy. Elle est rachetée en 1768 par Jean-Abraham I Poupart baron de Neuflize, directeur de la manufacture royale et maire de Sedan. L'industrie disparaît alors de Neuflize jusqu'en 1860, date à laquelle la famille Pâté, agriculteur à Mesnil-Lépinois relance l’activité. Une nouvelle usine comprenant un tissage et une filature est construite en 1868. La production fut stoppée par la Première Guerre mondiale et reconstruite en 1923. L'usine fut rachetée en 1946 par la famille Lepoutre, originaire de Roubaix. Cette société reprit la filature et le tissage jusqu'en 1975, sous le nom de ITN (Industrie Textile de Neuflize). En 1975 la Société d'Exploitation Textile (société ouvrière) reprend l'exploitation jusqu'en 1977. La commune a racheté le quartier ouvrier attenant en 1986 pour en faire la salle des fêtes Emile-Lescieux.

## Politique et administration
| Période                                  | Période  | Identité          | Étiquette | Qualité                       |
| ---------------------------------------- | -------- | ----------------- | --------- | ----------------------------- |
| mars 2001                                | 2014     | Patrick Bonnard   | ex UDF    |                               |
| 2014                                     | 2020     | Jean-Claude Fege  |           |                               |
| 2020                                     | En cours | Romain Piatkowski |           | Cadre de la fonction publique |
| Les données manquantes sont à compléter. |          |                   |           |                               |

## Démographie
L'évolution du nombre d'habitants est connue à travers les recensements de la population effectués dans la commune depuis 1793. Pour les communes de moins de 10 000 habitants, une enquête de recensement portant sur toute la population est réalisée tous les cinq ans, les populations de référence des années intermédiaires étant quant à elles estimées par interpolation ou extrapolation. Pour la commune, le premier recensement exhaustif entrant dans le cadre du nouveau dispositif a été réalisé en 2008.

En 2022, la commune comptait 850 habitants, en évolution de +9,4 % par rapport à 2016 (Ardennes : −2,97 %, France hors Mayotte : +2,11 %).
| 1793 | 1800 | 1806 | 1821 | 1831 | 1836 | 1841 | 1846 | 1851 |
| ---- | ---- | ---- | ---- | ---- | ---- | ---- | ---- | ---- |
| 517  | 507  | 534  | 628  | 830  | 894  | 768  | 841  | 786  |

| 1866 | 1872 | 1876 | 1881 | 1886 | 1891 | 1896 | 1901 | 1906 |
| ---- | ---- | ---- | ---- | ---- | ---- | ---- | ---- | ---- |
| 770  | 870  | 863  | 820  | 812  | 712  | 689  | 650  | 656  |

| 1911 | 1921 | 1926 | 1931 | 1936 | 1946 | 1954 | 1962 | 1968 |
| ---- | ---- | ---- | ---- | ---- | ---- | ---- | ---- | ---- |
| 642  | 451  | 514  | 434  | 388  | 393  | 497  | 520  | 541  |

| 1975 | 1982 | 1990 | 1999 | 2006 | 2008 | 2013 | 2018 | 2022 |
| ---- | ---- | ---- | ---- | ---- | ---- | ---- | ---- | ---- |
| 532  | 592  | 598  | 609  | 698  | 724  | 757  | 790  | 850  |

## Culture locale et patrimoine

### Lieux et monuments
La famille Poupart y construisit des ateliers et un château. Le château Paté a été partiellement détruit pendant la Première Guerre mondiale. Des ateliers il reste la salle municipale et un bâtiment abandonné. Ces bâtiments sont inscrits à l'inventaire du patrimoine.
- Église Saint-Jean-Baptiste de Neuflize.

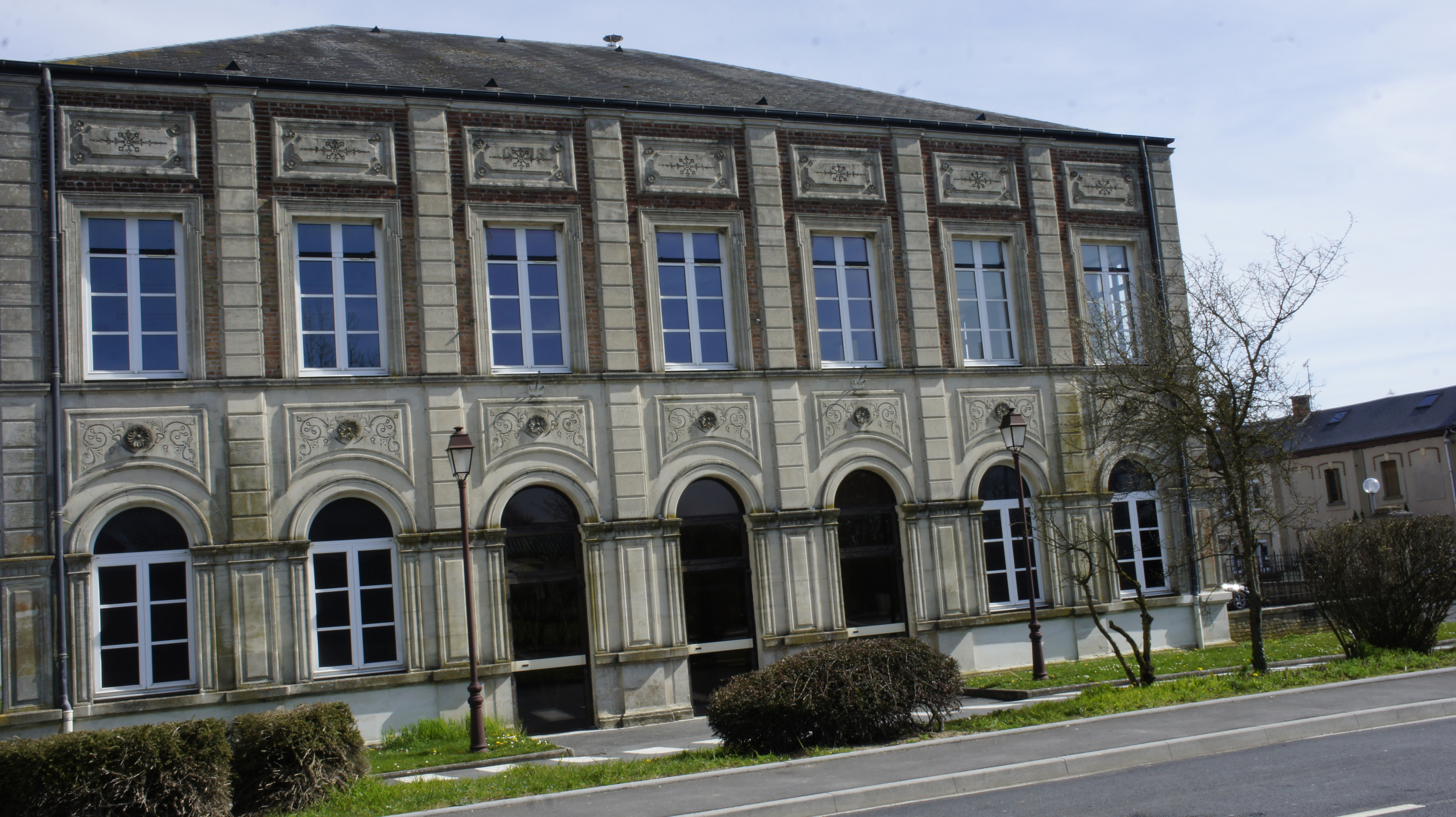
Actuelle salle municipale.
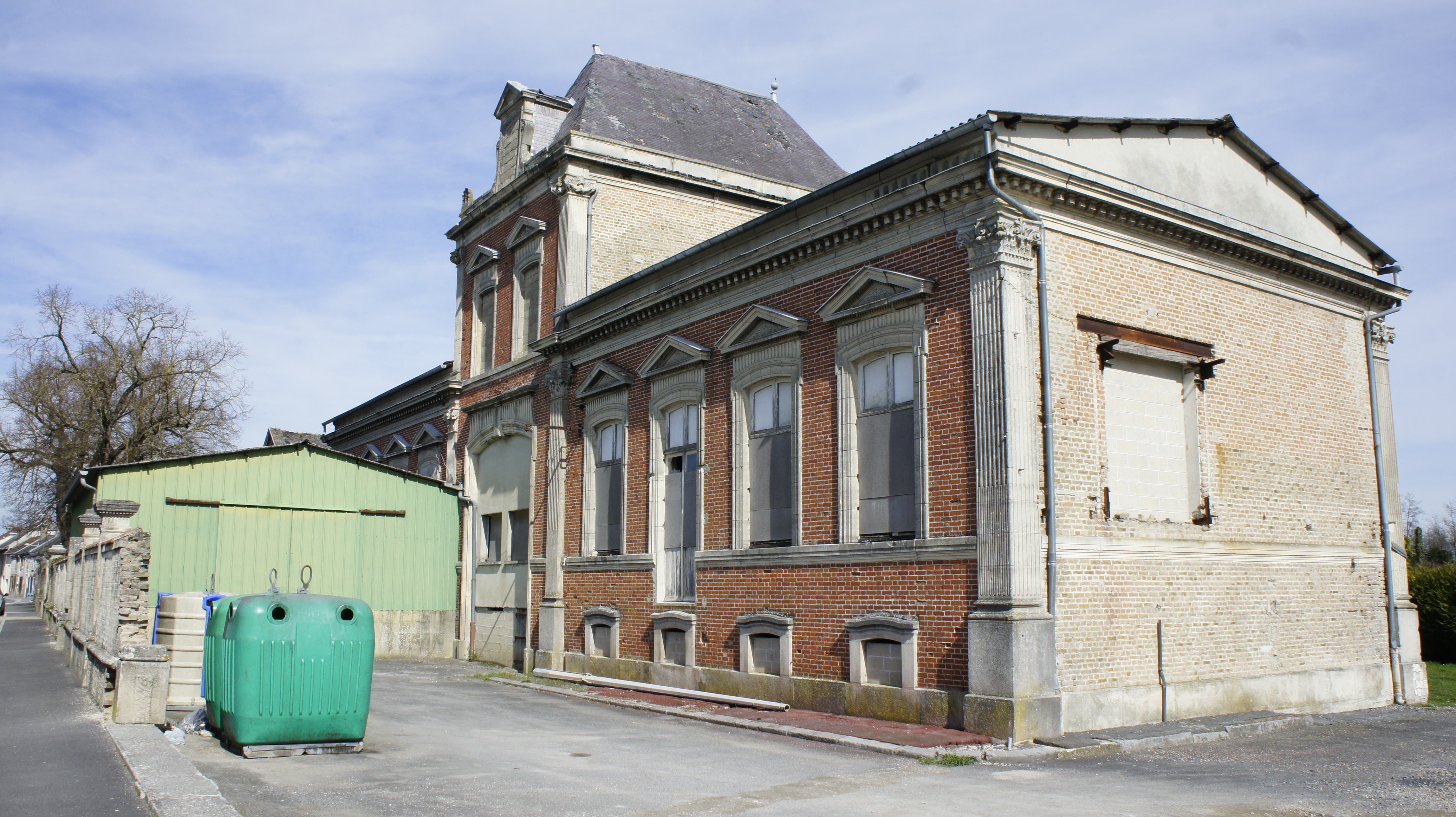
Bâtiment à frontons.
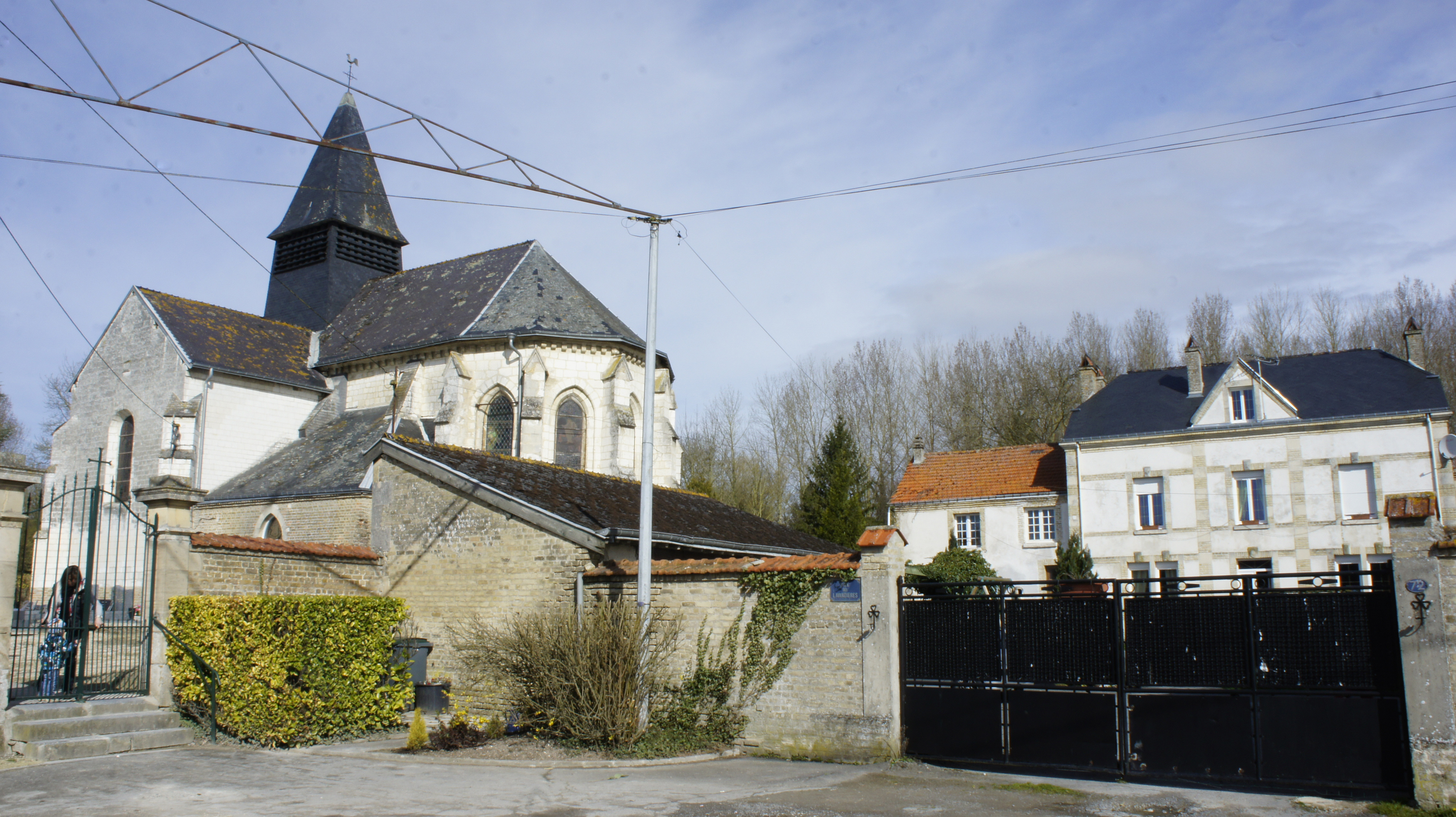
L'église entourée de son cimetière.
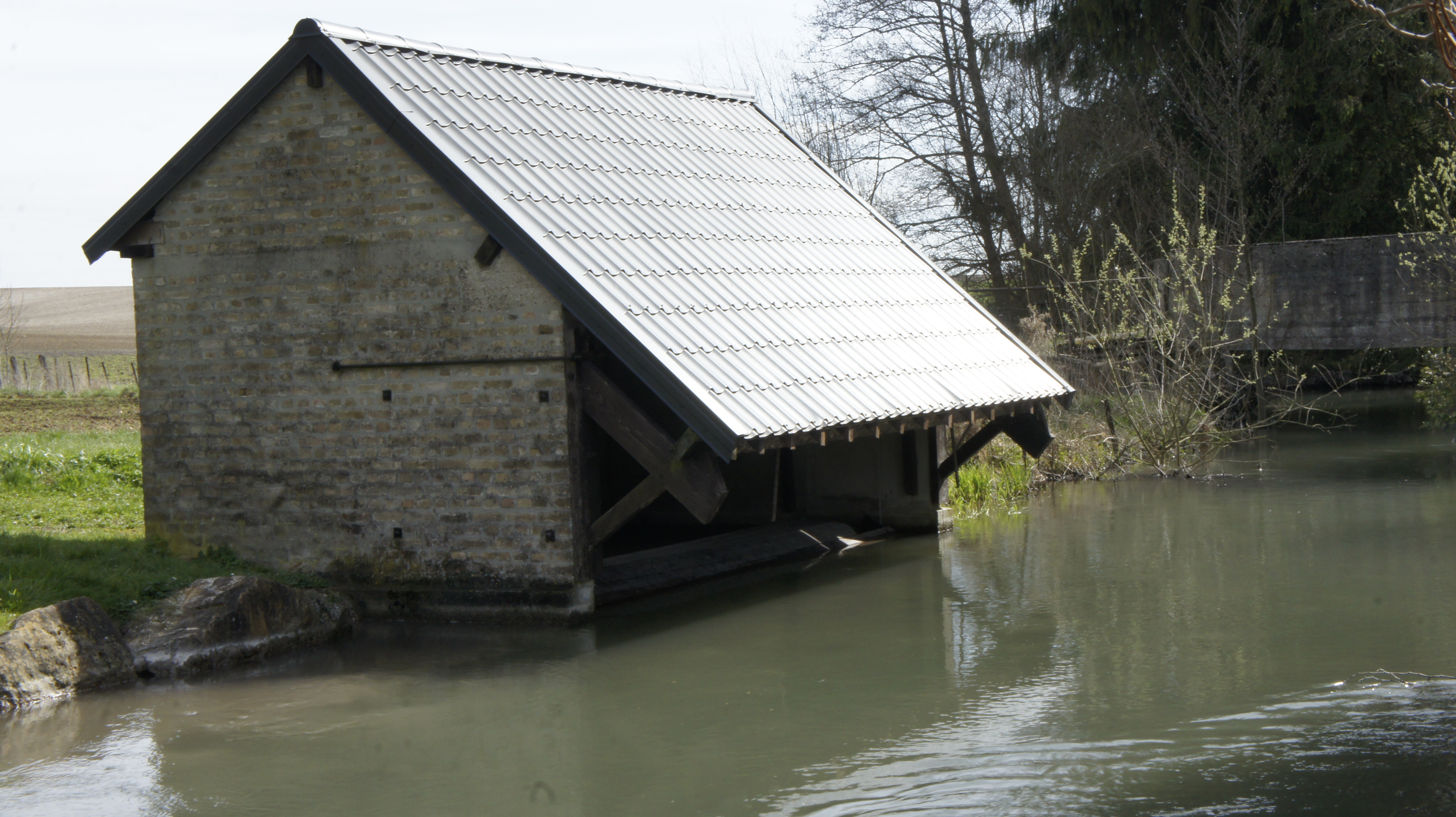
Lavoir sur le Retourne.
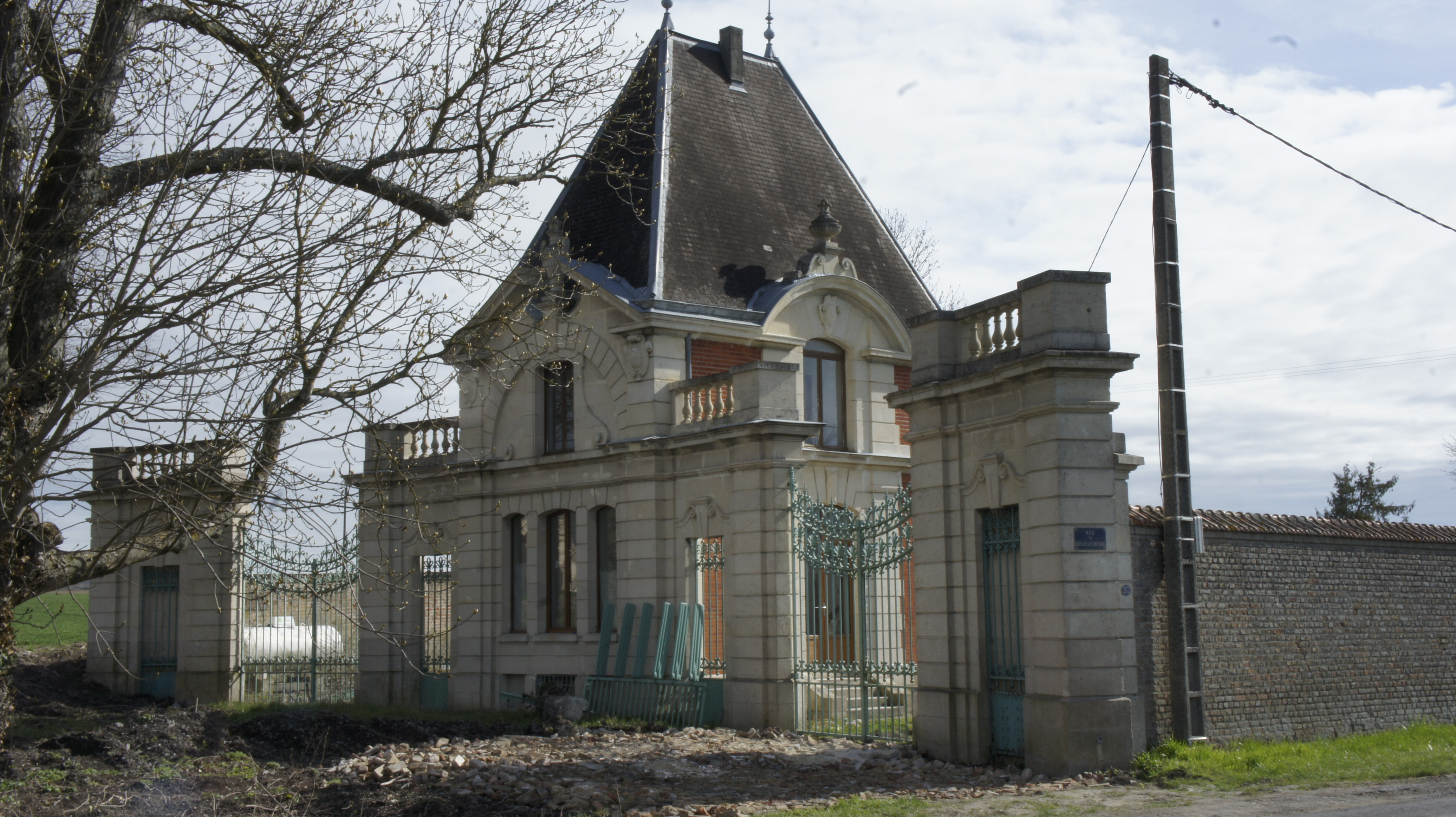
Porterie ouest du château Paté.
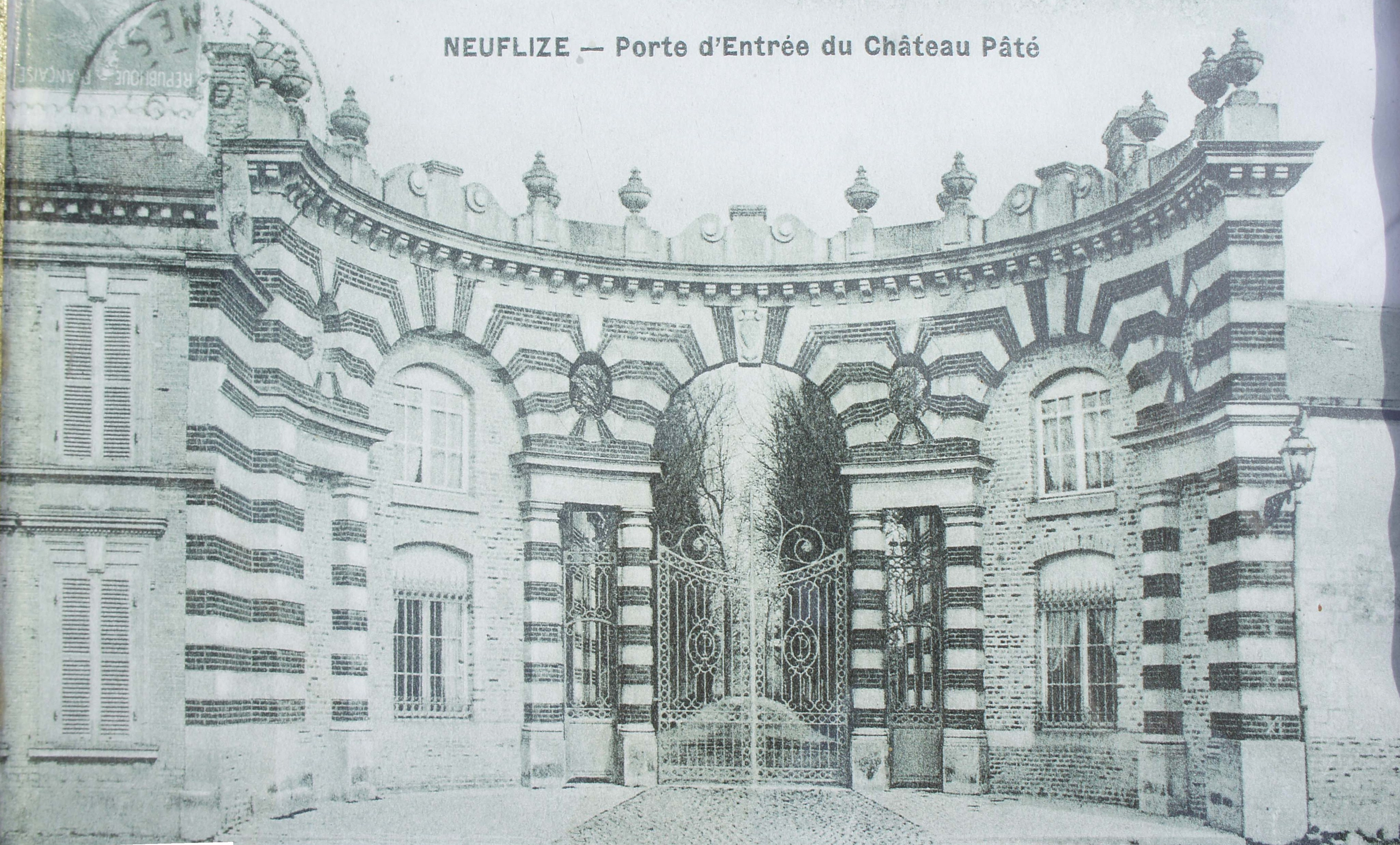
Porterie dans le village, avant 1914.
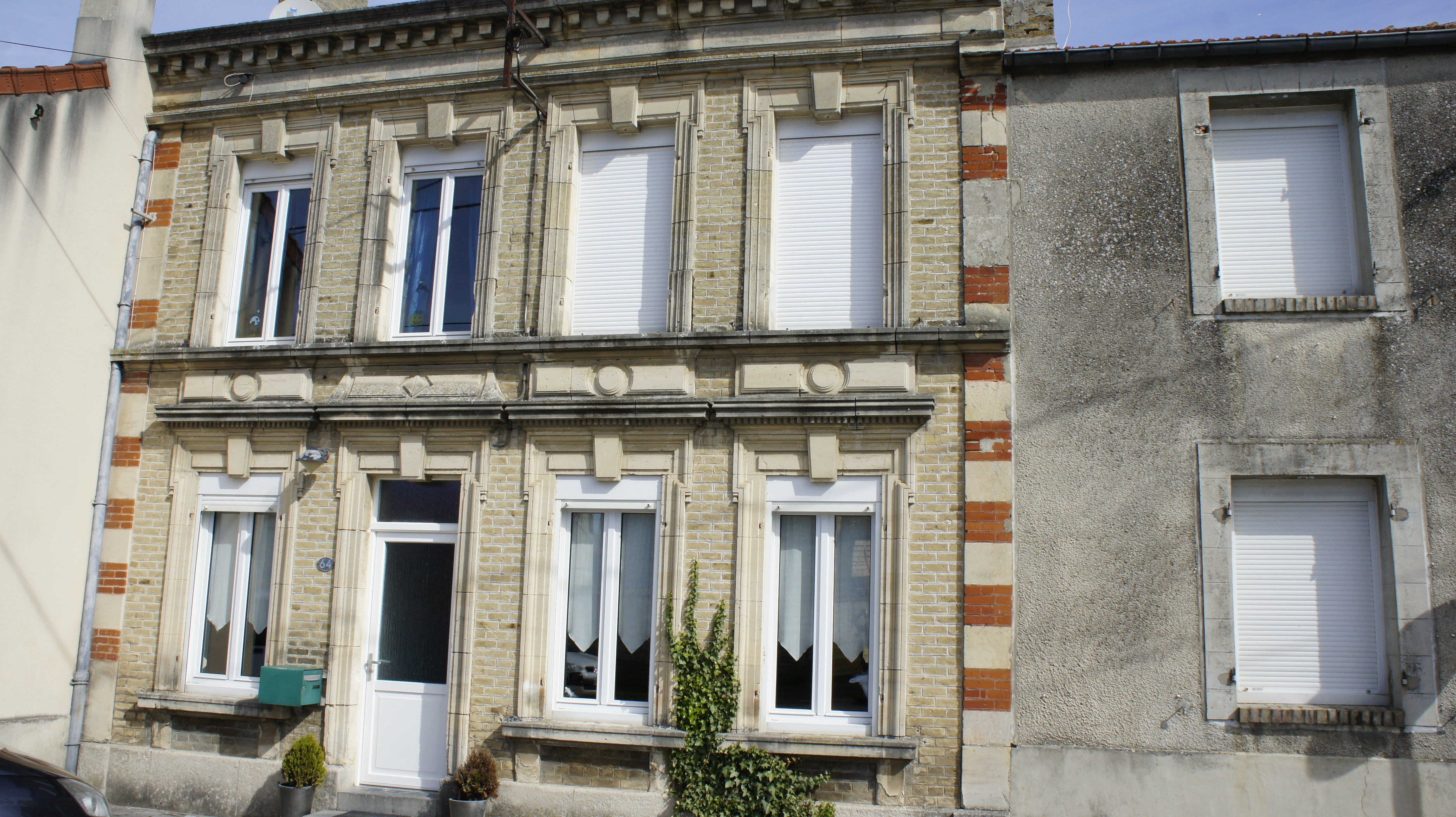
Ce qui en est visible aujourd'hui, gauche de la carte postale.

### Personnalités liées à la commune
- Luc Étienne (1908-1984), écrivain, y est né.
- Jean Abraham André II Poupart baron de Neuflize, 1784-1836, maire de Sedan, régent de la Banque de France, repose au cimetière.

### Héraldique
| Armes de Neuflize | Les armes de Neuflize se blasonnent ainsi : D’azur au chevron d’or accompagné en pointe d’une branche de rosier garnie de trois roses d’argent, tigée et feuillée de deux pièces du même, au chef aussi d’argent chargé d’un croissant de sable accosté de deux étoiles de gueules. |